# بایرون (کالیفرنیا)
بایرون (به انگلیسی: Byron) یک منطقهٔ مسکونی در ایالات متحده آمریکا است که در شهرستان کنترا کوستا، کالیفرنیا واقع شده‌است. بایرون ۱۶٫۸۰۳ کیلومتر مربع مساحت و ۱٬۲۷۷ نفر جمعیت دارد و ۱۰ متر بالاتر از سطح دریا واقع شده‌است.